# إسكان الخرج
إسكان الخرج حي من أحياء الرياض، يقع جنوب مدينة الرياض على الطريق المؤدي إلى مدينة الخرج، إلى الجنوب منه تقع المدينة الصناعية الجديدة، كبرى المدن الصناعية في مدينة الرياض، كما يحده من الغرب حي العزيزية، يمتاز إسكان الخرج بعدة مزايا تجعل منه منطقة جذب للسكان، حيث يشهد الإسكان حركة نمو كبيرة منذ عدة سنوات ولا يزال التوسع مشهود، ومن أهم ما يميزه التصميم العمراني الفريد، والهدوء وعدم اكتظاظ السكان، بالإضافة لقربه من المنطقة الحيوية (المدينة الصناعية).
ومن الخدمات الحديثة في إسكان الخرج لبعض الخدمات كالمطاعم مثل ليتل سيزر وهرفي وديرتي، ومراكز التسوق مثل رد تاغ، رغم افتتاح بعض المطاعم مؤخرا وأسواق بندا ويوجد مدارس لجميع المراحل.
ما عاد المستوصف تم نقله إلى حي العزيزية مما سبب الكثيير من المشاكل للحي بسبب عدم وجود المستوصف علما بأن عدد الساكنين أكثر من 30.000 الف نسمة.